# Podvisz (Drugovo)
Podvisz (macedónul: Подвис) település Észak-Macedóniában, a Délnyugati körzet Kicsevói járásában, 2013-ig a Drugovói járás része volt, ami teljes egészében beolvadt a Kicsevói járásba.

## Népesség
| Lakosok száma | 217  | 198  | 188  | 142  | 90   | 91   | 99   | 72   | 55   |
|               | 1948 | 1953 | 1961 | 1971 | 1981 | 1991 | 1994 | 2002 | 2021 |

2002-ben 72 lakosa volt, akik közül 71 macedón és 1 szerb.